# Корпорація «Безсмертя» (роман)
«Корпорація „Безсмертя“» (англ. Immortality Inc.) — фантастичний роман 1958 року Роберта Шеклі, перший роман письменника.
Після виходу був зустрінутий критиками позитивно. На думку Станіслава Лема роман слугує прикладом творів метафізичної тематики наукової фантастики, які «слід сприймати як фентезі або літературу жахів, що прикидуються — певними реквізитами та технікою — частиною наукової фантастики».
У романі йдеться про Томаса Блейна, жителя 1958 року, чию душу перенесли в тіло іншої людини 2110 року. Томас опиняється в світі майбутнього, де тіло — це товар, а переселення душі — поширена послуга. Намагаючись знайти собі місце в таких незвичайних обставинах, Томас задумується про цінність власного життя.

## Сюжет
Томас Блейн, повертаючись з відпустки на особистому автомобілі в 1958 році, не впорався з керуванням, і, вискочивши на зустрічну смугу, спровокував лобове зіткнення з іншим автомобілем. Потім він отямлюється в лікарняній палаті у чужому тілі. Медсестра Мері Торн пояснює, що Блейн потрапив у 2110 рік. Компанія «Рекс Корпорейшн» перемістила його свідомість з минулого у тіло іншої людини у майбутнє. Невдовзі з'ясовується, що Блейн повинен надати письмовий дозвіл на таку операцію заднім числом. Підписавши документи, він розуміє, що став героєм рекламної кампанії «Рекс Корпорейшн». Блейна врятували з метою підвищити попит на перенесення свідомості в нове тіло в разі смерті. Фактично він більше непотрібен і опиняється сам-на-сам у Нью-Йорку майбутнього.
На вулиці Блейн знайомиться з перехожим Карлом Орком і вигадує собі нову біографію. Виявляється, в Нью-Йорку настало захоплення східною архітектурою, а місцеві китайці називають себе марсіанами, бо колись Китай першим висадив людей на Марс; люди можуть мінятися тілами та спілкуватися зі своїми померлими родичами. Орк напоює Блейна, але обоє опиняються товарами на чорному ринку тіл разом з Мегіллом. З їхньої розмови Блейн дізнається, що душа матеріальна і багаті люди роблять її пересадку, боячись потрапити до потойбічного світу, про який насправді майже нічого не відомо. Орк виявляється спільником викрадачів, але тіло Блейна викупає Мері Торн.
Містер Рейлі пропонує Блейну здійснити самогубство в обмін на гарантію життя в потойбічному світі, яке науково доведене. Обурення Блейна такими порядками жителі 2110 року не розуміють. На їхній погляд, життя — це такий же товар, як і всі інші. Блейн безуспішно намагається знайти собі роботу, поки не розуміє, що може демонструвати себе як «людину з минулого». На його розчарування, виявляється, що забирання людей з минулого тільки нещодавно заборонили і людина з 1958 року нікого не дивує. Проте він отримує повідомлення з потойбіччя від померлого Мегілла, який радить зустрітися з його знайомим Чарльзом Галлом.
Галл влаштовує смертельну гру, щоб ефектно позбутися свого тіла. Блейн ділиться з ним підозрами, що переселення свідомості — це афера з метою визиску. Щоб заробити, він бере участь у боях, скориставшись тим, що отримав сильне тіло. Він знайомиться з підпіллям, яке складається з зомбі — тіл, які не пережили переселення душі в інше тіло чи в потойбіччя і тому заживо гниють. Блейна переслідує привид містера Рейлі, а потім він зустрічає жінку, в тіло чоловіка якої було переселено душу Блейна.
Від містера Фаррела Блейн дізнається, що ніхто насправді не знає, чим є потойбіччя, і вирішує дізнатися особисто. Він купує собі гарантію безпечного виходу душі з тіла. Орк знаходить Блейна та пропонує йому оселитися на далеких островах, де «все, як у XX столітті», пройшовши декілька перенесень між тілами через усю Америку. Він опиняється в тілі Томаса Елгіна та вживається в його роль і одружується з Мері. Його відвідує зомбі Сміт, який виявляється так само перенесеним у чуже тіло з 1958 року. Більш того — саме Сміт був за кермом автомобіля, з яким зіткнувся Блейн. Далі Блейн розкриває, що Мері ненавмисне спровокувала аварію, коли почала його перенесення в 2110 рік.
Блейн вирішує поступитися своїм тілом для Сміта, скориставшись будкою для самогубств. В потойбіччі він зустрічає Мері і вони вдвох вирушають у незвідане.

## Екранізації
- Однойменний епізод 1969 року британського серіалу «Межі незвіданого» (англ. Out of the Unknown)[2][3].
- Американський фантастичний бойовик 1992 року «Корпорація „Безсмертя“» (англ. Freejack).